# Barrage de Xayaburi
Le barrage de Xayaburi est un méga-barrage  hydroélectrique(barrage de 820 mètres de longueur, d'une capacité totale de 1 285 mégawatts) situé directement sur le Mékong au Laos à environ deux heures de route de Luang Prabang (nord du pays)
Il a été construit par une entreprise thaïlandaise principalement pour fournir de l'électricité à la Thaïlande. Ce n'est pas le premier barrage du Mékong ni du Laos (qui en possède 44 en grande partie financés par la Chine et la Thaïlande, alors que 46 autres sont en projet). Mais avant même sa mis en route (effective fin octobre 2019), il fait l'objet d'importantes protestations par le Viêt-Nam et le Cambodge, malgré l'accord de la Thaïlande, qui sera le principal client pour l'électricité qu'il produira ; et les grandes ONG environnementales redoutent ses impacts écologiques (en termes de fragmentation écologique du Mékong et d'artificialisation de son régime hydraulique notamment.

## Histoire
Le projet est porté par la CKPower dans un pays, le Laos, très enclavé et pauvre en industrie, qui se présente comme la future "batterie de l'Asie du Sud-Est".
Le début de sa construction a été annoncé en juillet 2012, sans l'aval de la Commission du Mékong, par le ministre de l'Energie du Laos. 

Il a été déclaré opérationnel le 29 octobre 2019.

## Coût
Il est évalué à 3,8 milliards de $, pour une capacité électrique de 1 280 MW, réévalué à plus de 4,5 milliards de dollars.

## Impacts
En dépit de la communicatoin de CKPower qui via une grande campagne médiatique estime que ce barrage a été conçu et construit "dans le respect de la grandeur du fleuve", les ONGE et les populations locales redoutent une baisse des stocks de poissons, une dégradation de l'écosystème (Sur 4 800 kilomètres, ce fleuve abrite « la biodiversité aquatique la plus importante du monde derrière l'Amazone, avec notamment 1 300 espèces de poissons » et il est vital pour la survie de quelque 60 millions de personnes dans plusieurs pays) et que les niveaux d'eau du Mékong soient encore plus perturbés (Le niveau du Mékong (qui est un cours d'eau vital pour environ 60 millions d'habitants) avait déjà fortement diminué en certains points, dont  à environ 300 kilomètres en amont,dans la  province de Nong Khai (en thaïlande de l'autre côté de la frontière avec le Laos, où selon l'ONG International Rivers qui estime que le barrage est en partie responsable d'un niveau historiquement bas (outre une sécheresse dans la région). 

De plus, en 2008, un barrage du sud du Laos s'est en outre effondré, tuant des dizaines de personnes.